# Leslie Johnakins
Leslie Franklin „Babe“ Johnakins (* 1. Oktober 1911; † 4. Oktober 2005) war ein US-amerikanischer Jazzmusiker (Alt- und Baritonsaxophon, Komposition, Arrangement).

## Leben und Wirken
Johnakins begann seine Karriere in den frühen 1930er-Jahren in der Territory Band des Pianisten Jimmy Gunn in Charlotte (North Carolina), mit dem auch 1931 und 1936 erste Aufnahmen entstanden („Wabash Blues“, Victor Records). In Gunns Band spielte auch Skeets Tolbert; Mit dessen Band Skeets Tolbert and His Gentlemen of Swing arbeitete er in den folgenden Jahren in New York City, außerdem mit Claude Hopkins, Blanche Calloway, Hot Lips Page, Earl Bostic und ab 1937 bei Andy Kirk, für den er auch als Komponist und Arrangeur tätig war. Seine Komposition „Wednesday Night Hop“ (Decca 1937), wurde später auch von George Shearing, Teddy Stauffer, Helmuth Wernicke und Max Springher gecovert. Er schrieb die 1942 veröffentlichte Komposition „What a Relief“.
Außerdem spielte Johnakins bei Jabbo Smith (1938), Buddy Johnson (1941) und ab 1945 bei Machito and his Afro-Cuban Orchestra; er wirkte auch bei Aufnahmen von Billie Holiday („Georgia On My Mind“, 1941), Charlie Parker und Machito (Afro Cuban Jazz Suite) mit, ferner bei Plattensessions der Sänger und Sängerinnen Esther Phillips, Annie Laurie/Hal Singer und Big Maybelle sowie Wynonie Harris, Titus Turner und Jimmy Scott. Ende der 1950er-Jahre spielte er außerdem in den Bands von Little Willie John, Bill Doggett, Bubber Johnson und Andy Gibson. In den 1970ern arbeitete er erneut in Machitos Salsa Big Band, mit der er 1982 auf dem North Sea Jazz Festival gastierte; Johnakins’ letzte Aufnahmen entstanden 1986 in New York, als er in der Band von Mario Bauzá und Paquito D’Rivera (Afrocuban Jazz) spielte. Im Bereich des Jazz war er zwischen 1931 und 1986 an 60 Aufnahmesessions beteiligt.